# Gásadalur
Gásadalur este un oraș din Insulele Faroe.Cu populația de 18 oameni conform recensămîntului de a 1 ianuarie 2012.